# Finljandski vokzal

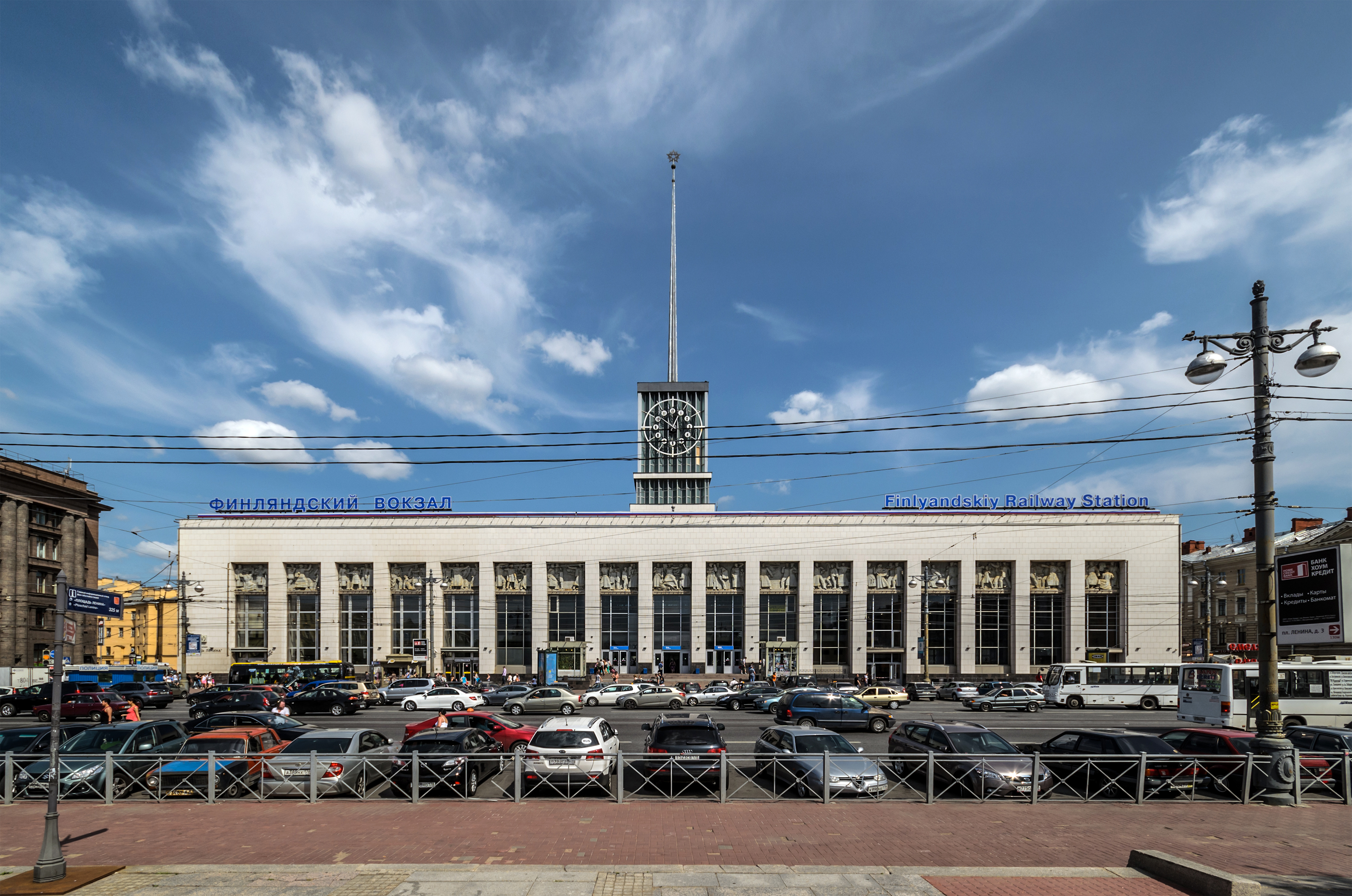
Façade van het station

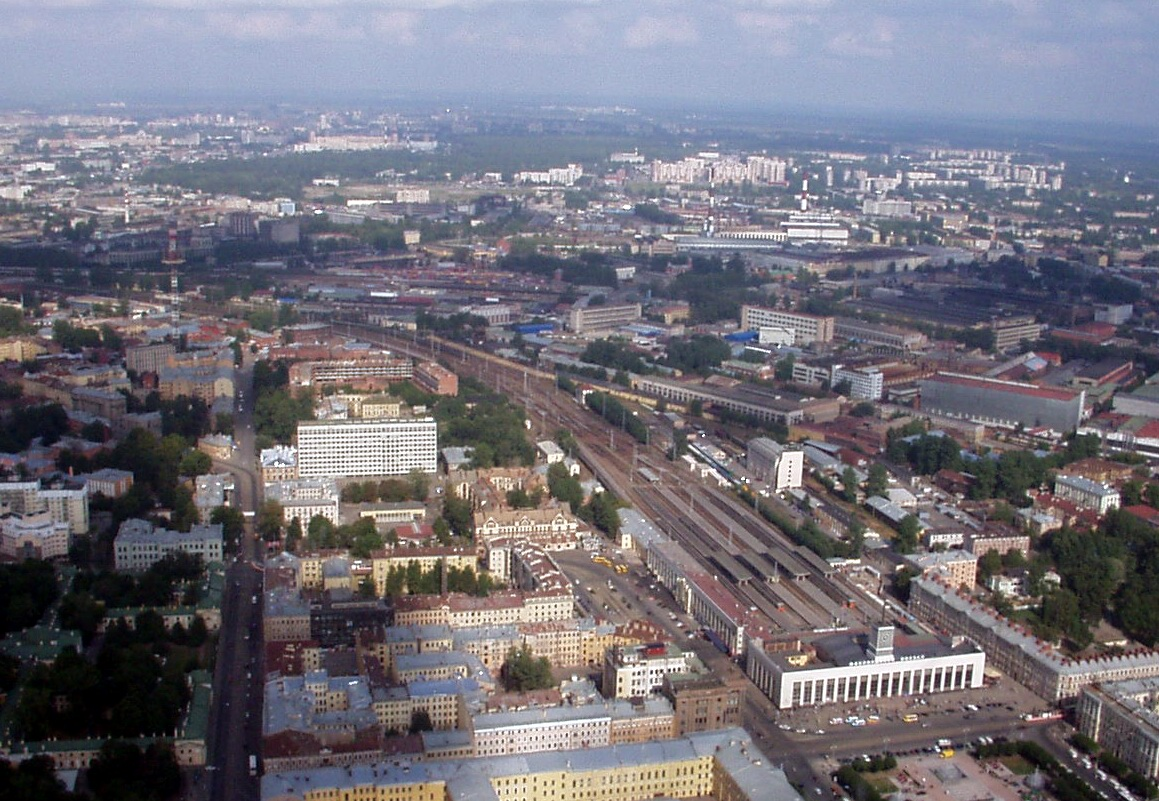
Het Finljandski vokzal vanuit de lucht

Het Finljandski vokzal (Russisch: Финляндский вокзал) ofwel Finlandstation is een van de vijf kopstations van Sint-Petersburg. Het station bevindt zich op de Vyborgzijde, ten noorden van het stadscentrum.
Het eerste stationsgebouw werd ontworpen door architect Pjotr Koepinski en opende in 1870. Het Finljandski vokzal was het eindpunt van de spoorlijn die Sint-Petersburg met Finland verbond. Deze lijn werd aangelegd tussen 1862 en 1870 en sloot bij Riihimäki aan op de lijn Helsinki - Hämeenlinna, de eerste spoorlijn van Finland. Het station kende oorspronkelijk aparte ruimtes voor de tsarenfamilie.
Het Finljandski vokzal geniet in Rusland bekendheid vanwege het feit dat Vladimir Lenin er in 1917 uit ballingschap arriveerde om de Oktoberrevolutie te gaan leiden. Ter herinnering hieraan is de stoomlocomotief die Lenin terug naar Rusland bracht opgesteld op een van de perrons. Op het naar hem genoemde plein voor het station (Plosjtsjad Lenina) staat een standbeeld van de Sovjetleider.
Tijdens het Beleg van Leningrad (1941-1944) was het Finljandski vokzal het enige station van de stad dat gebruikt kon worden.
In de jaren 1950 werd het oude station gesloopt en vervangen door een nieuw gebouw, dat in juni 1960 in gebruik werd genomen. In 1958 werd in de linkervleugel het toegangsgebouw van het metrostation Plosjtsjad Lenina geïntegreerd.
Vanaf het Finljandski vokzal vertrekken zowel voorstads- als langeafstandstreinen naar bestemmingen ten noorden van Sint-Petersburg, waaronder Vyborg en Helsinki.
Baltiejski · Finljandski · Ladozjski · Moskovski · Vitebski